# Брајићи (Травник)
Брајићи је насељено место у Босни и Херцеговини у општини Травник. Административно припада Федерацији Босне и Херцеговине, односно њеном Средњобосанском кантону. Према попису становништва из 2013. у насељу је било 646 становника, а већинску популацију чинили су Бошњаци.

## Становништво
По последњем службеном попису становништва из 2013. године у овом насељу живело је 646 становника, а село је било етнички хомогено са већинском бошњачком популацијом.
| Националност | 2013. | 1991.        | 1981.        | 1971.        |
| Бошњаци      | —     | 578 (92,48%) | 503 (88,71%) | 462 (91,30%) |
| Хрвати       | —     | 43 (6,88%)   | 53 (9,35%)   | 44 (8,69%)   |
| Југословени  | —     | 2 (0,32%)    | 2 (0,35%)    | 0            |
| остали       | —     | 2 (0,32%)    | 2 (0,35%)    | 0            |
| Укупно       | 646   | 625          | 567          | 506          |